# Tulipa libanotica
Tulipa libanotica är en liljeväxtart som beskrevs av Eduard August von Regel. Tulipa libanotica ingår i släktet tulpaner, och familjen liljeväxter.
Artens utbredningsområde är Libanon. Inga underarter finns listade.